# Йордански динар
Вижте пояснителната страница за други значения на динар.
Йорданският динар (на арабски: دينار) е националната парична единица на Йордания, въведена през 1950 година, година след независимостта на страната. Дели се на 10 дирхама, като има монети с 1,5,50 дирхама и 1 динар, както се емитират и банкноти с 1,5,10,20 и 50 динара.